# Владислав II (князь Чехії)
Владислав II (*Vladislav II., бл. 1110 — 18 січня 1174) — князь Богемії у 1140—1158 роках, 2-й король Богемії у 1158—1172 роках (як Владислав I).
І по батьківський і по материнській лінії був нащадком Великих князів Київських Володимира Великого та Ярослава Мудрого.

## Життєпис

### Молоді роки
Походив з династії Пржемисловичів. Син князя Владислава I та Рихези з Берґу. Про початок життя відсутні якісь відомості. Вважається, що тривалий час вів безтурботне й розгульне життя. При князя Собіславі I Владислав не розраховував на князівський престол, навіть не мав свого льону, а тому 1133 року поїхав жити до родичів до Баварії. Того ж року зібрав гроші для боротьби за князівство, але з грішми перебрався до Угорщини. 1136 році здобув від імператора Лотаря III підтвердження прав на Чеський трон.
Собіслав I планував передати трон своєму синові, але вельможі чинили опір цьому. Після смерті Собіслава I у 1140 році вони обрали князем Владислава. Того ж року отримав підтвердження від імператора Конрада III на рейхстазі в Бамберзі.

### Князь
Владислав II зіткнувся з сильною опозицією, на чолі якої стали Конрад II Зноємський (за законом Бржетислава I саме він мав спадкувати Собеславові I), Вратіслав II Брненський і Отто III Оломоуцький. Втім на бік Владислава II став Генріх Здік, єпископ Оломуца, який відлучив від церкви повсталих князів.
22 квітня 1142 заколотники розбили військо Владислава II поблизу Високі і взяли в облогу Прагу, де залишилися дружина — Гертруда — і молодший брат князя Депольт I Ямніцький. Сам Владислав кинувся за допомогою до Конраду III, короля Німеччини, що був його швагром. Той зібрав військо і допоміг Владиславу II зняти облогу з столиці.
У 1143 році Владислав II вдерся до Моравії і вигнав звідти всіх своїх супротивників. До 1147 року ситуація в Чехії стабілізувалася, і князь навіть зміг взяти участь у Другому хрестовому поході, супроводжуючи Конрада III, проте з Константинополя повернув назад. Під час його відсутності княжич Собеслав, син князя Собеслава I, підняв заколот, але Депольт, який керував Чехією за відсутності брата, впорався з ним. На зворотному шляху до Чехії він проїздив Києвом і Краковом. Владислав II після повернення запроторив заколотника до в'язниці.
У 1152 році помер Конрад III, і новим імператором став Фрідріх I Барбаросса. Владислав II перебував з ним у дружніх стосунках. За обіцянку взяти участь в італійських походах 1156 року Владислав II отримав Верхньолужицьку марку. Того ж року він приєднав брненського князівство. Для підтримки своєї влади сприяв поширенню в державі цистеріанців та премонстрантів. ще раніше оженився на представниці роду Веттінів.

### Король
11 січня 1158 року було короновано в Регенсбурзі королівською короною. Але титул даровано особисто Владиславу без права передачі у спадок. При підготовці до походу на підтримку імператора Фрідріха I богемський король зіткнувся з протидією знаті: його влада була не настільки сильна, щоб він міг одноосібно приймати рішення про участь у війні.
Королю довелося збирати військо за свій рахунок. Знайшлося чимало добровольців, які бажали військової слави, королівської милості, нагороди або видобутку. За короткий час під прапорами Владислава I зібралося 10 тис. вояків, з якими він приєднався до імператора.
Ставши навпроти імператорського війська, міланці зруйнували всі мости через річку Адду, але один хоробрий чеський воїн перебрався через швидку річку вплав, показавши приклад іншим. Дивлячись на нього, все чеське військо форсувало Адду і раптово напало на міланське військо, відігнавши його від берега. Імператор зміг спокійно навести мости, підійти до Мілану і взяти місто після нетривалої облоги. Цей похід приніс чеському воїнству нечувану славу. Пізніше чеські війська брали участь ще в декількох походах Фрідріха I, але цього разу їх водили брат короля Депольт і старший син Бедржих у 1162 та 1167 роках відповідно.
Заручившись підтримкою імператора, Владислав знайшов достатню силу, щоб прибрати до рук Моравію. У 1160 році захопив Оломоуцьке князівство після смерті князя Отто III, а потім Зноємсьое. Собеслава, який спробував захопити Оломоуц, король посадив до в'язниці.
1163 року король Владислав здійснив похід до Угорщини, де одружив свого сина Святополка з дочкою короля Іштвана III. Того ж року налагодив дружні стосунки з візантійським імператором Мануїлом I. 1164 році пошлюбив доньку за сина імператора.
У 1168 році Владислав купив для сина Войцеха Адальберта посаду архієпископа Зальцбурга, не отримавши на це згоду імператора. Після цього його стосунки з Фрідріхом Барбароса зіпсувалися, оскільки той підозрював нового ієрарха в підтримці Папи Римського Олександра III — суперника Барбароси.
Розраховуючи закріпити трон за своїми нащадками, в 1172 році Владислав зрікся престолу на користь старшого сина Бедржиха. Втім через рік того було повалено. Владислав з родиною втік до Тюрінгії, де помер 1174 року. Поховано у соборі Мейсена. Згодом перепоховано у Страговськом монастирі.

## Родина
1. Дружина — Гертруда Бабенберзька (1120—1150), дочка Леопольда III Бабенберга, маркграфа Австрії.
Діти:
- Бедржих (бл. 1141—1189), князь Чехії у 1172—1173 та 1178—1189 роках
- дочка (Richeza?), дружина Великого князя Київського Ярослава ІІ Ізяславича
- Святополк (д/н — після 1169), чоловік Геліхи, дочки Гези II, короля Угорщини
- Войцех Адальберт (1145—1200), архієпископ Зальцбурга
- Агнеса (д/н — 1228), абатиса монастиря Св. Георга

2. Дружина — Юдіт (1130/1135—1174), дочка Людвига I Людовінг, ландграфа Тюрингії.
Діти:
- Пржемисл Оттокар (1155—1230), король Богемії з 1197 до 1230 року
- Владислав Генріх (1160—1222), князь Чехії у 1197 році
- Рихеза (бл. 1165—1182), дружина Генріха I, герцога Мьодлінга.

## Генеалогія
Владислав ІІ веде свій родовід, в тому числі, й від Великих князів Київських Володимира Великого та Ярослава Мудрого.